# Ranongga
Ranongga is een eiland in de Salomonseilanden. Het is 142 km² groot en het hoogste punt is 845 m. Het ligt 8 km ten noordoosten van Simbo.
Onder de zoogdieren van het eiland vindt men onder meer de vleermuizensoorten Pteropus admiralitatum en Pteropus rayneri.